# IC 410
IC 410, aussi nommée la nébuleuse du Têtard, est une nébuleuse en émission située à environ 12 000 années-lumière de la Terre dans la constellation du Cocher. La nébuleuse contient en son cœur l'amas ouvert NGC 1893.